# 大潘街道
大潘街道，是中华人民共和国辽宁省沈阳市铁西区下辖的一个乡镇级行政单位。

## 行政区划
大潘街道下辖以下地区：
大潘社区、小潘社区、大潘社区、弘泽社区、正宸社区、马贝村、李达村、西古村、大祝村、侯家村和赵家村。